# Potez 63.11
A Potez 63.11 a francia légierő egyik alap vadászbombázója volt.

## Története
1934-ben a francia légügyi minisztérium irányelveket adott ki egy új, többfeladatú repülőgép tervezéséhez, amelyre az új, kis átmérőjű Gnome-Rhône és Hispano-Suiza motorok kerülnek. A kétmotoros repülőgépnek alkalmasnak kellett lennie legalább egy 20 mm-es, előretüzelő gépágyú és a megfelelő rádiókészülék beépítésére, hogy bombázókötelékek kísérő vadászainak rávezető-irányító szerepét is elláthassa, valamint három különböző vadászgép-feladatkörben is be lehessen vetni. A választás a Potez 63-asra esett, amelyből aztán számos változat, így a Potez 63.11 is megszületett. A felderítő és földi egységekkel együttműködő repülőgép 1938 decemberében repült először. 1940 júniusáig 925 darab Potez 63.11A.3 gépet adtak át a légierőnek.

## Felszerelése és technikai adatai
- Hossz: 11 m
- Magasság: 3,08 m
- Fesztávolság: 16 m
- Hatótávolság: kb. 1500 km
- Személyzet: 3 fő
- Csúcsmagasság: 8500 m
- Csúcssebesség: 425 km/h
- Hajtómű: 2 darab 700 LE-s (522 kW) Gnome-Rhône 14M-4/5 típusú csillagmotor
- Fegyverzet: egy 7,5 mm-es géppuska a középső törzsrész alján, egy géppuska a hátsó törzsben, egy 7,5 mm-es géppuska a pilótafülke hátsó részén, és 300 kg-os bombateher külső megerősített pontokon

## Harcban
A francia légierő közel 700 ilyen repülőgépet vetett be a németek megfékezésére, hiába. A német légierő még a háború elején több mint 220 darabot lelőtt, de nemsokára ezt még több veszteség követte. A franciák nem rendelkeztek a Stukához fogható harcértékű repülőgépekkel, így szinte esélyük sem volt arra, hogy a légi fölényt megszerezzék.

## Franciaország összeomlása után
Franciaország összeomlása után a típust mind a szabad franciák, mind a Vichy-légierő használta, Észak-Afrikában és a Közel-Keleten. 1944-ben a németek 40 Potez 63.11 gyakorlógépet adtak át Magyarországnak. 